# سیارک ۱۴۸۱
سیارک ۱۴۸۱ (به انگلیسی: 1481 Tubingia، نامگذاری:1938DR) هزار و چهارصد و هشتاد و یکمین سیارک کشف شده‌است که در ۷ فوریه ۱۹۳۸ و در هایدلبرگ کشف شد.
قدر مطلق سیارک برابر ۱۰٫۳۴ است.